# Шалимар (Флорида)
Шалимар (енгл. Shalimar) град је у америчкој савезној држави Флорида. По попису становништва из 2010. у њему је живело 717 становника.

## Демографија
Према попису становништва из 2010. у граду је живело 717 становника, што је 1 (0,1%) становника мање него 2000. године.
| Група             | 2000.       | 2010.       |
| Белци             | 636 (88,6%) | 604 (84,2%) |
| Афроамериканци    | 42 (5,8%)   | 23 (3,2%)   |
| Азијати           | 18 (2,5%)   | 27 (3,8%)   |
| Хиспаноамериканци | 13 (1,8%)   | 40 (5,6%)   |
| Укупно            | 718         | 717         |